# Sergio Gómez Cegarra
Sergio Gómez Cegarra (Barcelona, 30 de marzo de 1991) es un futbolista que juega para el U. E. Cornellà como centrocampista defensivo.

## Trayectoria
Se inició en fútbol juvenil con la UE Cornellà, haciendo su debut profesional con el Villarreal CF C en la temporada 2010-11 en la Tercera División. El 4 de junio de 2011, hizo su debut con el equipo B en los últimos 23 minutos de un 1-2 perdido contra el Real Betis de la Segunda División del campeonato.
En agosto de 2011, Gómez fue cedido al CF Palencia, de la Segunda División B. Un año más tarde, se unió a la UE Sant Andreu, también cedido.
En julio de 2013, ya como agente libre, Gómez firma con el CF Badalona, también en la tercera categoría. El 23 de junio del año siguiente, se trasladó de nuevo a sus compañeros de Cornellà.